# Błotnica Przećmino
Błotnica Przećmino – zlikwidowany przystanek kolei wąskotorowej (Kołobrzeska Kolej Wąskotorowa) w Bezprawiu, w województwie zachodniopomorskim, w Polsce. Został zlikwidowany po 1962 roku.